# Megasema albinotica
Megasema albinotica är en fjärilsart som beskrevs av Edward Alfred Cockayne 1952. Megasema albinotica ingår i släktet Megasema och familjen nattflyn. Inga underarter finns listade i Catalogue of Life.